# Tambja
Genre
Tambja est un genre de mollusques de l'ordre des nudibranches et de la famille des Polyceridae.

## Liste des espèces
Selon World Register of Marine Species, on compte 29 espèces :
- Tambja abdere Farmer, 1978
- Tambja affinis (Eliot, 1904)
- Tambja amakusana Baba, 1987
- Tambja amitina (Bergh, 1905)
- Tambja anayana Ortea, 1989
- Tambja blacki Pola, Cervera & Gosliner, 2006
- Tambja capensis (Bergh, 1907)
- Tambja ceutae Garcia-Gomez & Ortea, 1988
- Tambja divae (Er. Marcus, 1958)
- Tambja eliora (Er. Marcus & Ev. Marcus, 1967)
- Tambja fantasmalis Ortea & García-Gómez, 1986
- Tambja gabrielae Pola, Cervera & Gosliner, 2005
- Tambja gratiosa (Bergh, 1890)
- Tambja haidari Pola, Cervera & Gosliner, 2006
- Tambja limaciformis (Eliot, 1908)
- Tambja marbellensis (Schick & Cervera, 1998)
- Tambja morosa (Bergh, 1877)
- Tambja mullineri Farmer, 1978
- Tambja oliva K.B. Meyer, 1977
- Tambja olivaria Yonow, 1994
- Tambja sagamiana (Baba, 1955)
- Tambja simplex Ortea & Moro, 1998
- Tambja stegosauriformis Pola, Cervera & Gosliner, 2005
- Tambja tentaculata Pola, Cervera & Gosliner, 2005
- Tambja tenuilineata Miller & Haagh, 2005
- Tambja verconis (Basedow & Hedley, 1905)
- Tambja victoriae Pola, Cervera & Gosliner, 2005
- Tambja zulu Pola, Cervera & Gosliner, 2005
- Tambja diaphana (Bergh, 1877)

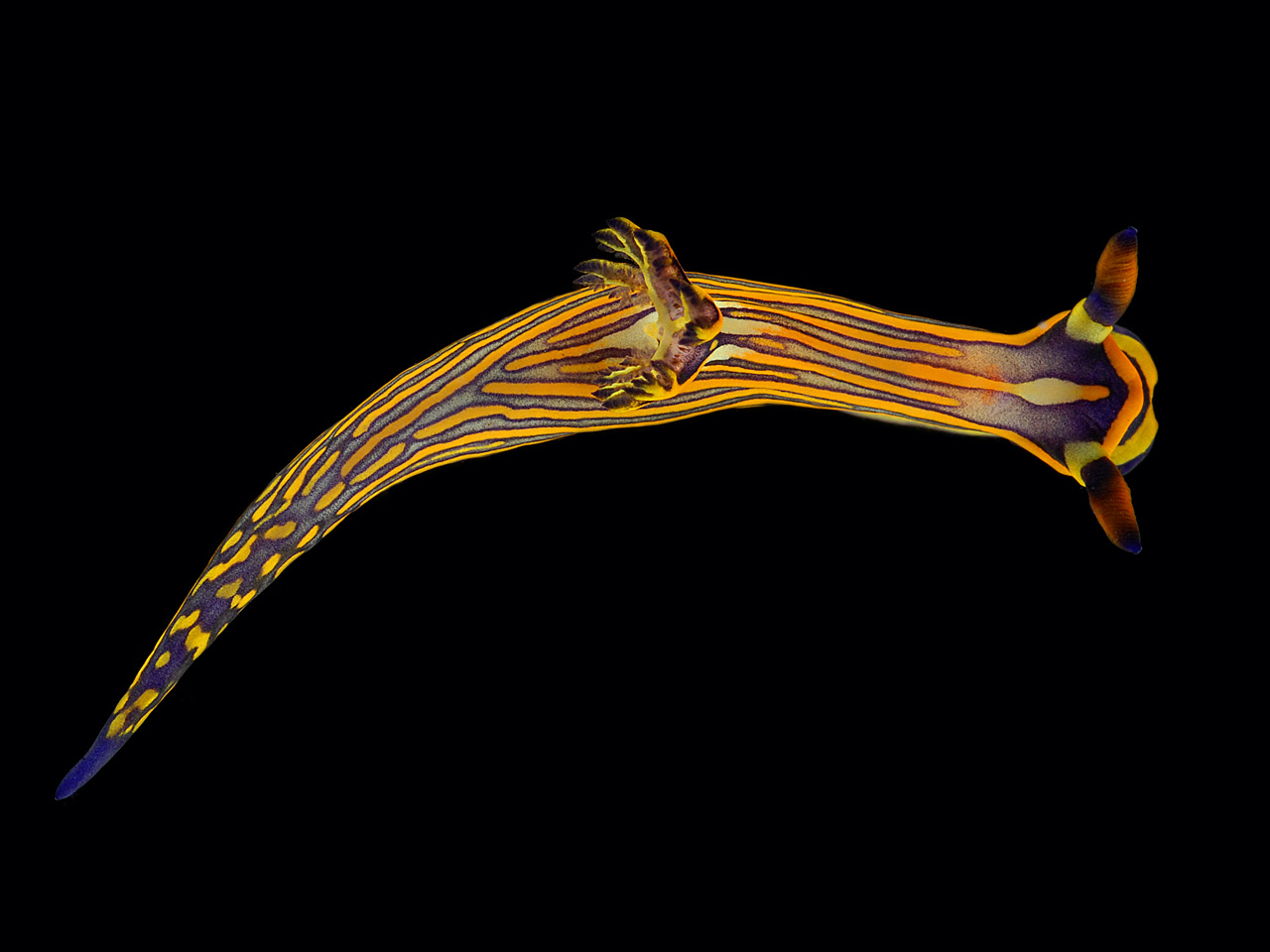
Tambja affinis
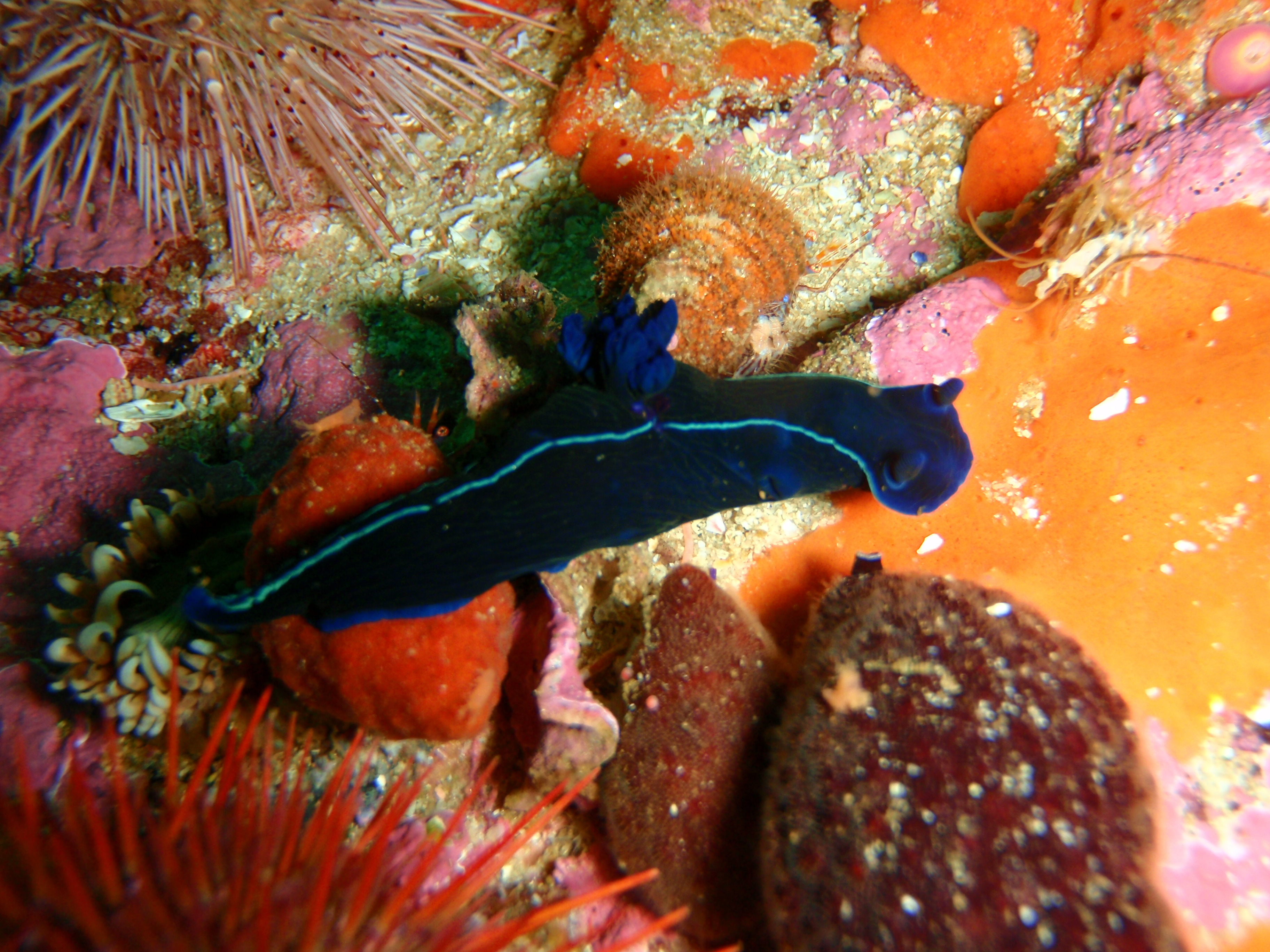
Tambja capensis
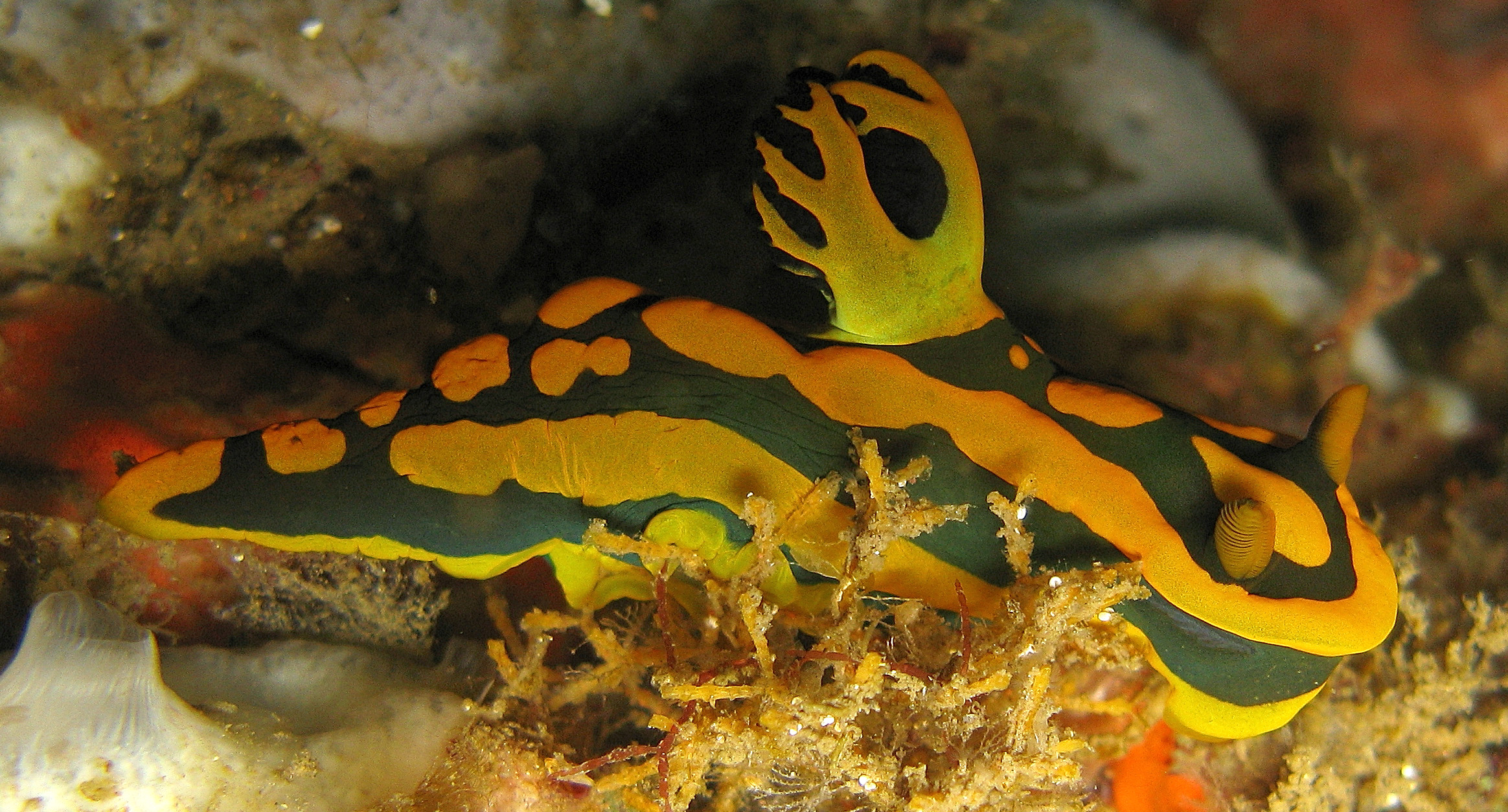
Tambja gabrielae
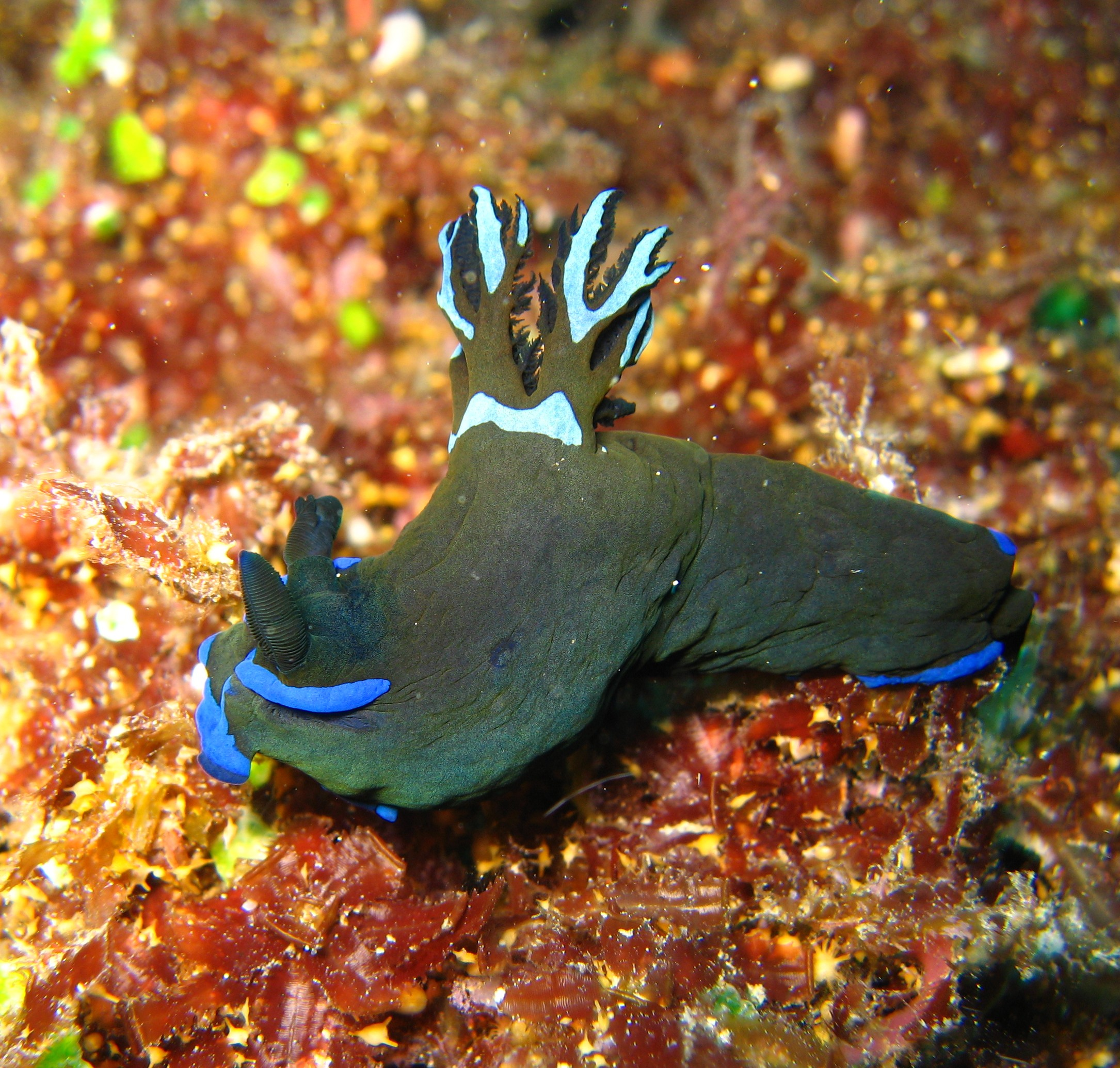
Tambja morosa
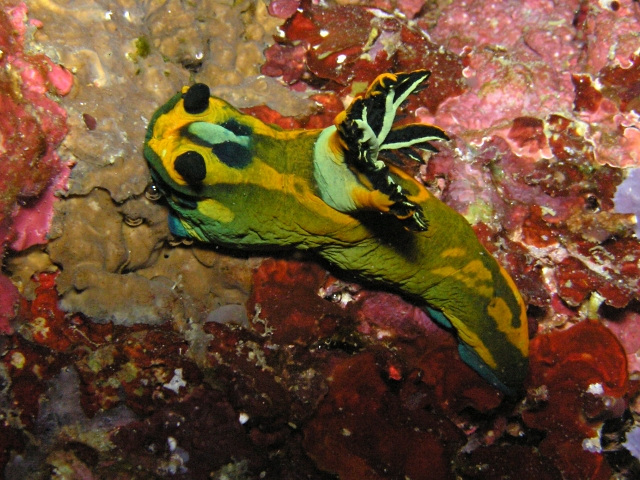
Tambja olivaria
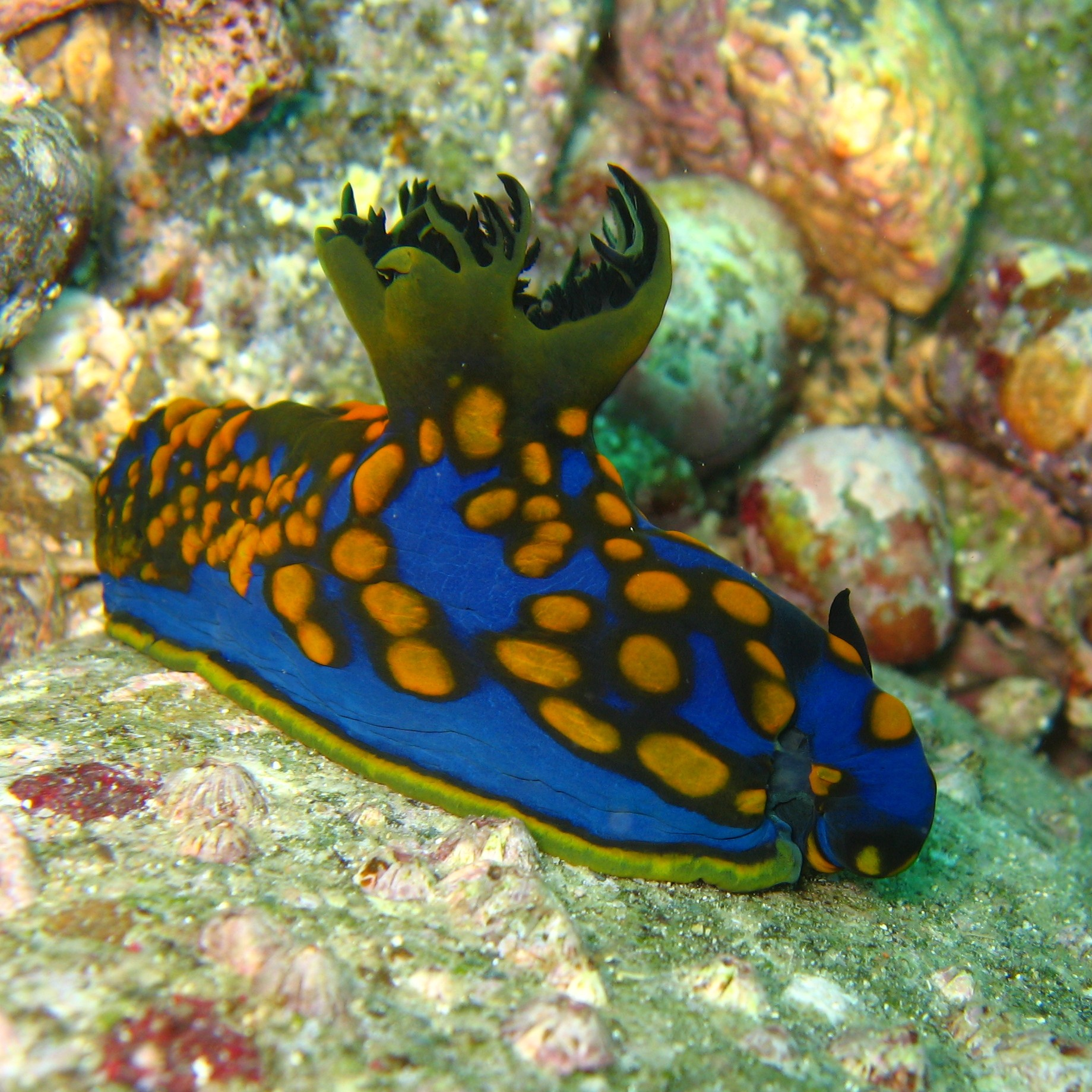
Tambja sagamiana